# Heterallactis stenochrysa
Heterallactis stenochrysa là một loài bướm đêm thuộc phân họ Arctiinae, họ Erebidae.